# Loch Long (Argyll and Bute)
Pour les articles homonymes, voir Loch Long.

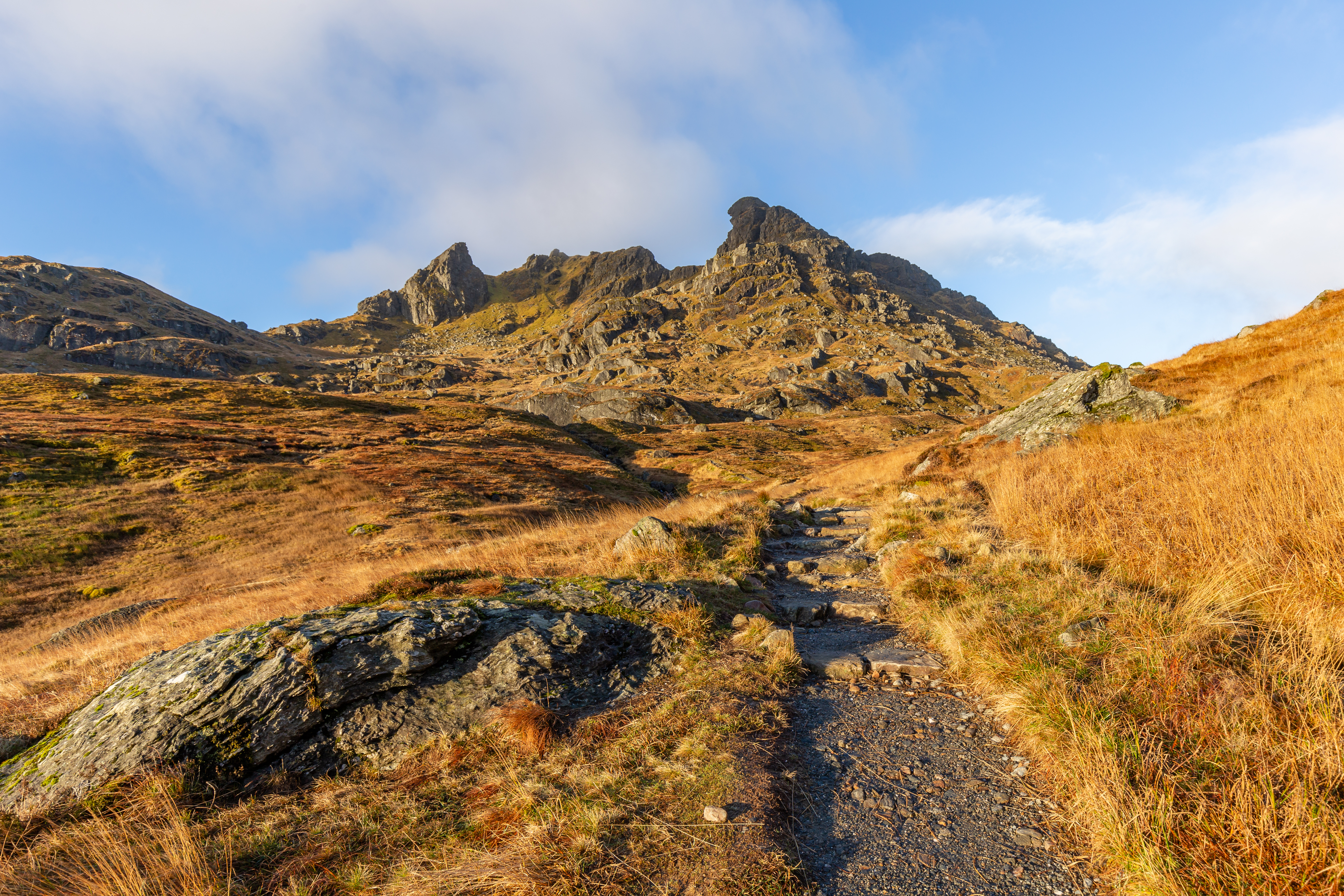
The Cobbler, ou Ben Arthur, dans les alpes Arrochar, auprès du loch Long. Décembre 2018.

Le loch Long (Loch Long en gaélique écossais) est un loch de mer d'Écosse du comté d'Argyll and Bute.

## Description
Le loch s'ouvre sur le Firth of Clyde à son extrémité sud-ouest. Il est long d'environ trente kilomètres, pour une largeur oscillant entre un et quatre kilomètres, et forme intégralement la côte de la Péninsule de Rosneath.
Le loch Long possède une branche, le loch Goil, sur son flanc ouest.
Les villages les plus importants situés sur le loch sont Arrochar, à la tête du loch, et Cove, sur la rive est, près de l'embouchure.

## Histoire

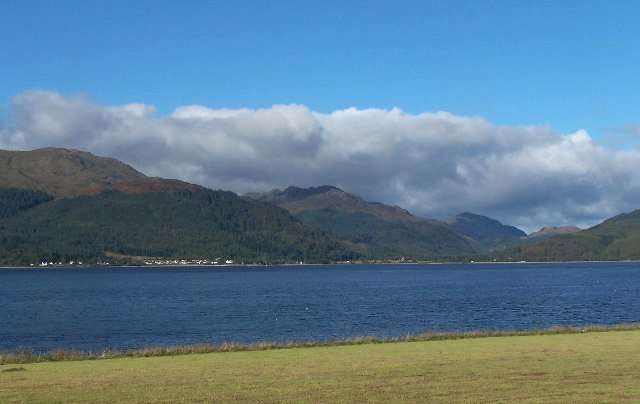
Le loch vu en direction d'Ardentinny.

Jusqu'en 1996, le loch Long a marqué la frontière entre l'Argyll et le Dunbartonshire. À la suite du remaniement des frontières qui eut lieu cette année-là, le loch est aujourd'hui entièrement compris dans le district d'Argyll and Bute.
Le loch fut utilisé durant la Seconde Guerre mondiale comme terrain d'essai de tir de torpilles, et contient toujours de nombreuses épaves. Le Ministère britannique de la Défense y possède encore aujourd'hui un embarcadère, et la Royal Navy y maintient un dépôt d'armement à Coulport, rattaché à la base navale de Faslane sur la rivière Clyde.

## Le loch aujourd'hui
Il s'agit d'un site populaire de plongée ; un centre aquatique est d'ailleurs installé sur l'une des rives.
Le Finnart Oil Terminal, sur la rive est, est la terminaison d'un pipeline de presque cent kilomètres de long prenant son origine à la raffinerie de Grangemouth.